# Сенига
Сенѝга (на италиански: Seniga) е село и община в Северна Италия, провинция Бреша, регион Ломбардия. Разположено е на 48 m надморска височина. Населението на общината е 1629 души (към 2013 г.).